# Rodolphe-Hesso de Bade-Bade
Rodolphe-Hesso de Bade-Bade (né vers 1290 – 17 août 1335) est le fils du margrave Hesso de Bade-Bade et de son épouse, Adélaïde de Rieneck.  Il succède à son père comme margrave de Bade en 1297, et règne conjointement avec son oncle Rodolphe III. De 1332 à 1335 il règne seul.

## Biographie
Fils de Hesso de Bade-Bade et de Adélaïde de Reineck, Rodolphe-Hesso appartient à la première branche de la Maison de Bade, elle-même issue de la maison de Zähringen.
Il épouse Jeanne de Montbéliard, dame de Héricourt, une fille de Renaud de Bourgogne, veuve du comte Ulrich III de Ferrette. Ils ont deux filles :
- Marguerite (morte 1367), épouse Frédéric III de Bade (mort en 1353)
- Adélaïde (morte après 1399), épouse en 1345 Rodolphe V de Bade-Pforzheim (mort en 1361) puis Walram IV, Comte de Tierstein (mort en 1386).

Rodolphe-Hesso meurt en 1335 sans héritier mâle, le margraviat de Bade-Bade revient après sa mort à son cousin Rodolphe IV de Bade-Pforzheim.

## Sources
- Anthony Stokvis, Manuel d'histoire, de généalogie et de chronologie de tous les États du globe, depuis les temps les plus reculés jusqu'à nos jours, préf. H. F. Wijnman, Israël, 1966, Chapitre VIII. « Généalogie de la Maison de Bade, I. »  tableau généalogique no 105.
- Jiří Louda & Michael Maclagan, Les Dynasties d'Europe, Bordas, Paris 1981  (ISBN 2040128735) « Bade Aperçu général », Tableau 106 & p. 210.